# المجازفة (برنامج)
المجازفة، برنامج أسئلة معلومات عامة، يعتمد على المجازفة والمهارة في إدارة المال. عرض أسبوعيا على قناة أم بي سي 1، وقدمه الإعلامي السعودي هشام الهويش. وهو النسخة العربية من البرنامج الهولندي "Succes Verzekerd". الجائزة المقدمة في البرنامج قدرها 1.000.000 ريال سعودي.
بدأ البرنامج في 02 تشرين الأول 2009 واستمر حتى 01 كانون الثاني 2010 وسجل 11 حلقة منه في استوديوهات القناة في مدينة بيروت.

## طريقة التسابق في البرنامج
ما يميز البرنامج هو ان المتسابق يصبح مليونيرا بمجرد منذ لحظة جلوسه على كرسي المسابقة؛ حيث يحصل على مبلغ مليون ريال سعودي حتى قبل طرح السؤال الأول، وعليه أن يعرف كيفية الحفاظ على المبلغ في مواجهة الأسئلة القادمة.
البرنامج يعتمد على سبعة أسئلة من المعلومات العامة مصنفة ضمن سبع فئات، مقسّمة بين التاريخ، الجغرافيا، الموسيقى، طعام، عالم الأزياء، عالم الحيوان، الآداب، المعلومات العامة، مدن وعواصم، شخصيات، معاني الأسماء، رياضة، السينما والتلفزيون وغيرها من المجالات الأخرى؛ 
بحيث يستطيع المتسابق البدء باختيار الفئة التي يفضلها أو يبرع فيها قبل سواها لكي يجيب على السؤال.
وكلما زداد صعوبة الأسئلة، ازداد عدد الخيارات الممنوحة لكل سؤال. ففي السؤال الأول المتسابق لديه ثلاث احتمالات، ليصل عدد الاحتمالات الممنوحة مع السؤال الأخير إلى تسع خيارات، واحدة منها فقط هي الإجابة 
الصحيحة. الأسئلة وعدد الخيارات في البرنامج منظمة كتالي:
| رقم السؤال            | عدد الأحتمالات |
| --------------------- | -------------- |
| السؤال الأول          | 3              |
| السؤال الثاني         | 4              |
| السؤال الثالث         | 5              |
| السؤال الرابع         | 6              |
| السؤال الخامس         | 7              |
| السؤال السادس         | 8              |
| السؤال السابع والأخير | 9              |

وسائل المساعدات المتوفرة للمتسابق في حال الحيرة في الإجابة على أحد الأسئلة بين إجابتين أو أكثر، هي:
- خيار تقسيم المبلغ على تلك الإجابات: ويمكن استخدام هذا الخيار ثلاث مرات خلال المسابقة، بحيث يراهن بجزء يحدّده المتسابق من المبلغ الذي في حوزته على كل إجابة، على أن يحتفظ في نهاية المطاف بالمبلغ الذي راهن به على الإجابة الصحيحة، ويخسر بقية المبلغ الذي راهن به على الإجابات الخاطئة؛
- إلغاء السؤال: يتم إلغاء السؤال والانتقال إلى السؤال التالي ولكن بخسارة 50% من المبلغ الذي بحوزة المتسابق.

تنتهي المسابقة مبكرا في حال خسر المتسابق المليون قبل الانتهاء من الإجابة على جميع الأسئلة. كما يمنع على المتسابق الانسحاب من اللعبة في الوقت الذي يريده. وفي نهاية المسابقة كل الأموال المتبقية بحوزة المشترك بعد الإجابة على الأسئلة السبعة هي من نصيبه.

## وصلات خارجية
- صفحة البرنامج على موقع قناة الأم بي سي
- صفحة النسخة الهولندية